# Эль-Махтас
Эль-Махтас (араб. المغطس‎, буквально — «погружение»), Вади-эль-Харрар  — место в Иордании, ассоциирующееся с местом Крещения Иисуса Христа и почитаемое с позднеримского-ранневизантийского периода (IV—VI века).
Объект находится в 2 км к востоку от реки Иордан, близко к древней дороге между Иерусалимом и Трансиорданией. В 9 км южнее расположено Мёртвое море.
За два тысячелетия река многократно меняла русло. Где была расположена Вифания Заиорданская и то место брода (Вифавара), определить крайне сложно. За место совершения Крещения принимают и западный берег Иордана близ поселения Каср-эль-Яхуд. Это уже территория Израиля, и спор носит уже политический характер.
Сегодня Эль-Махтас — отдельный небольшой водоём, не связанный с Иорданом. Однако, остатки византийских построек говорят, что место было почитаемо как минимум с VI века. Хотя раскопки на этом месте начались лишь в 1996 году, уже обнаружено два десятка древних храмов. Рядом воссоздана церковь Иоанна Крестителя.
В 2015 году местность Вифавара с холмом Илии (Тель-Мар-Ильяс), Эль-Махтасом и археологическими раскопками признана объектом Всемирного наследия ЮНЕСКО. В английском варианте объект именуется «Вифания за Иорданом». С XXI века Эль-Махтас стал местом паломничества.

## Галерея

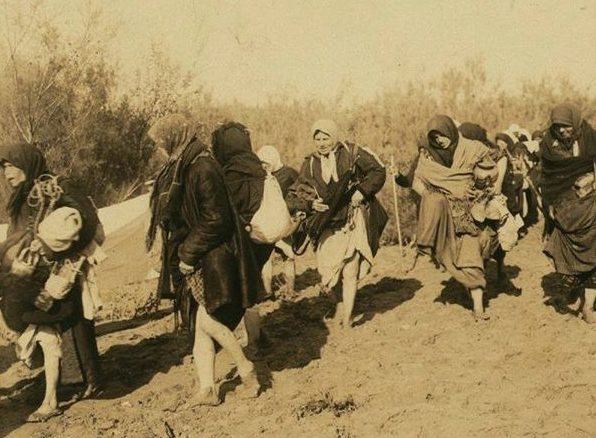
Христианки посещают Эль-Махтас (28 ноября 1913 года).
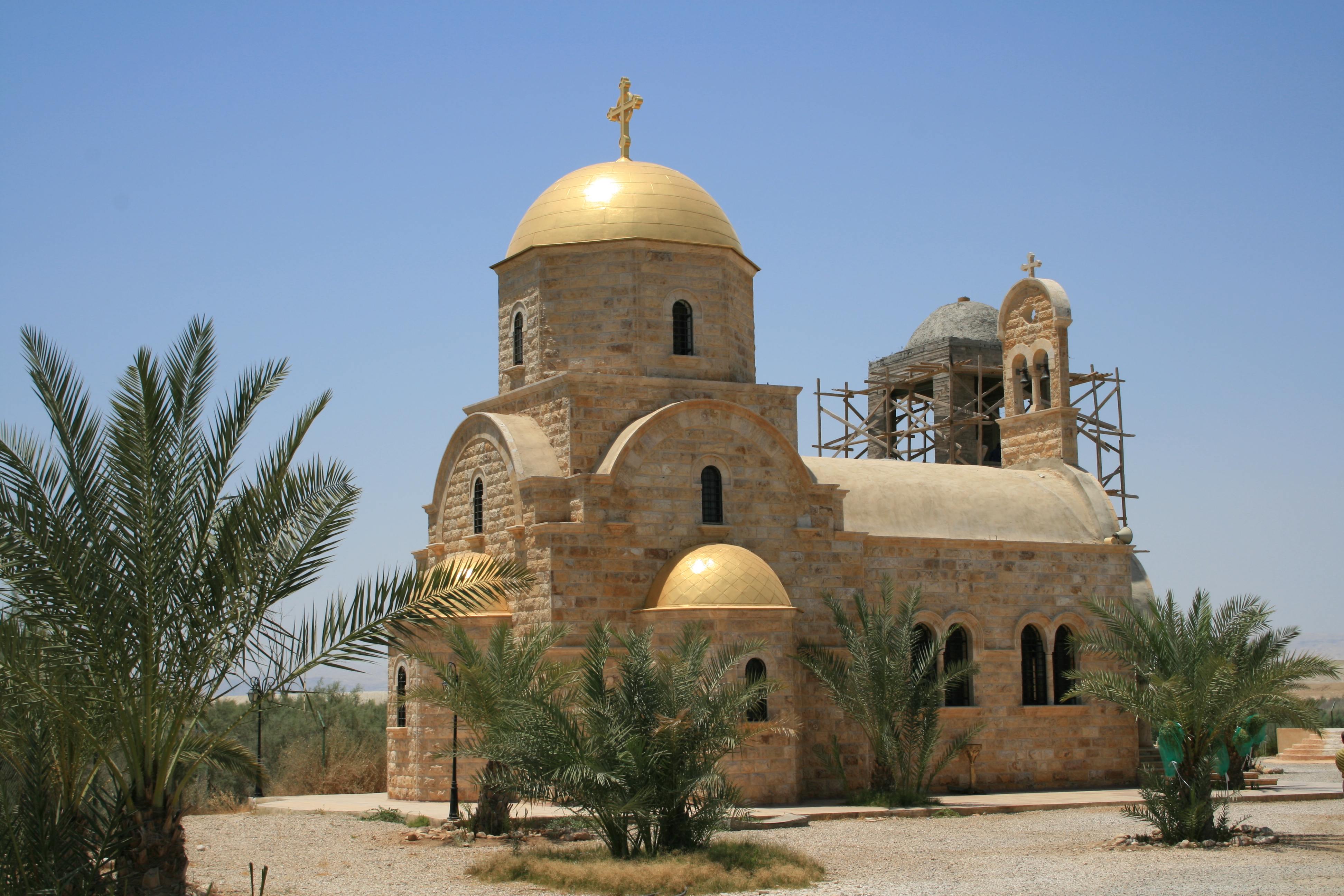
Греческая православная церковь Иоанна Крестителя
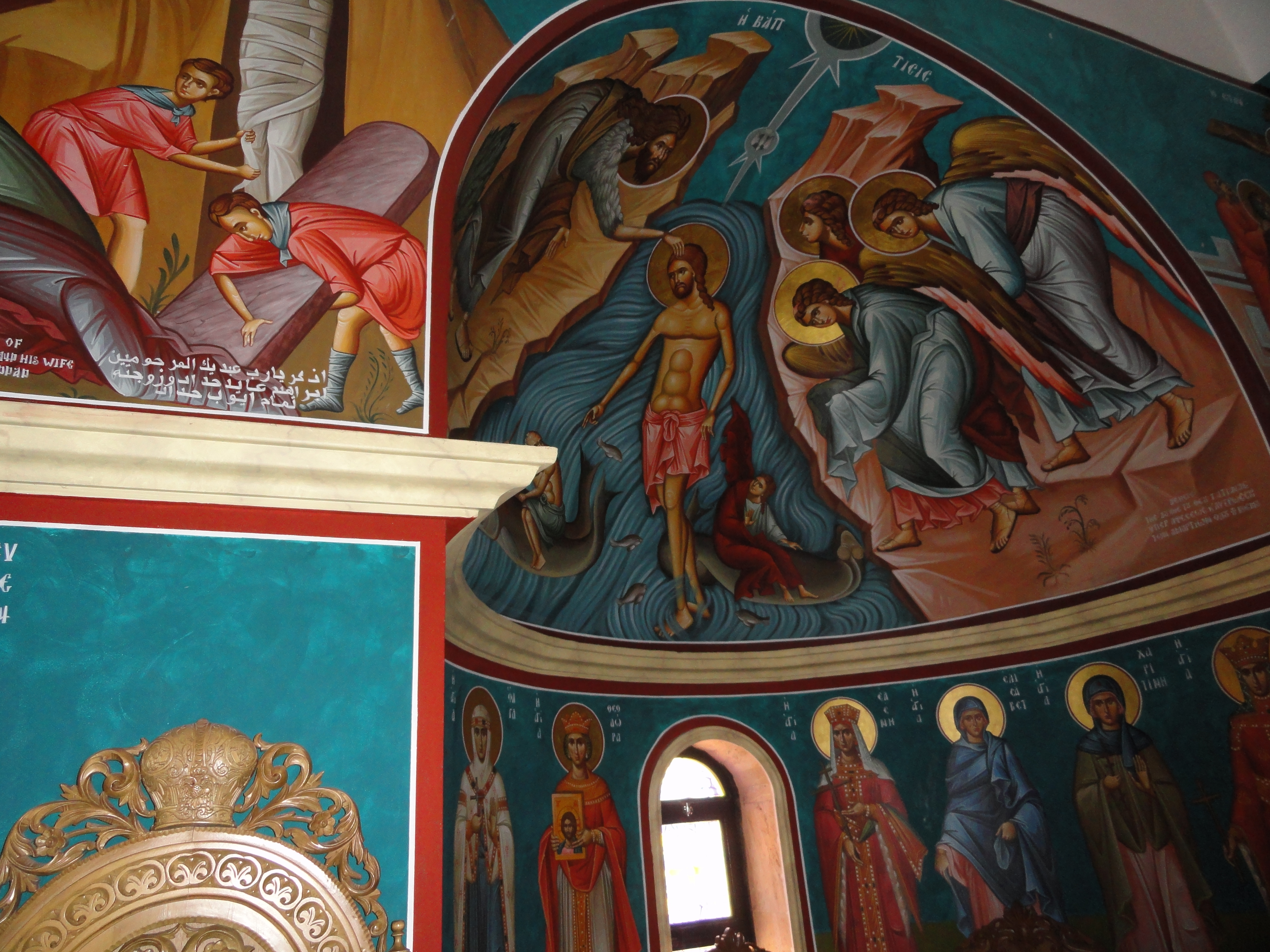
Фреска внутри греческой православной церкви: Крещение Иисуса
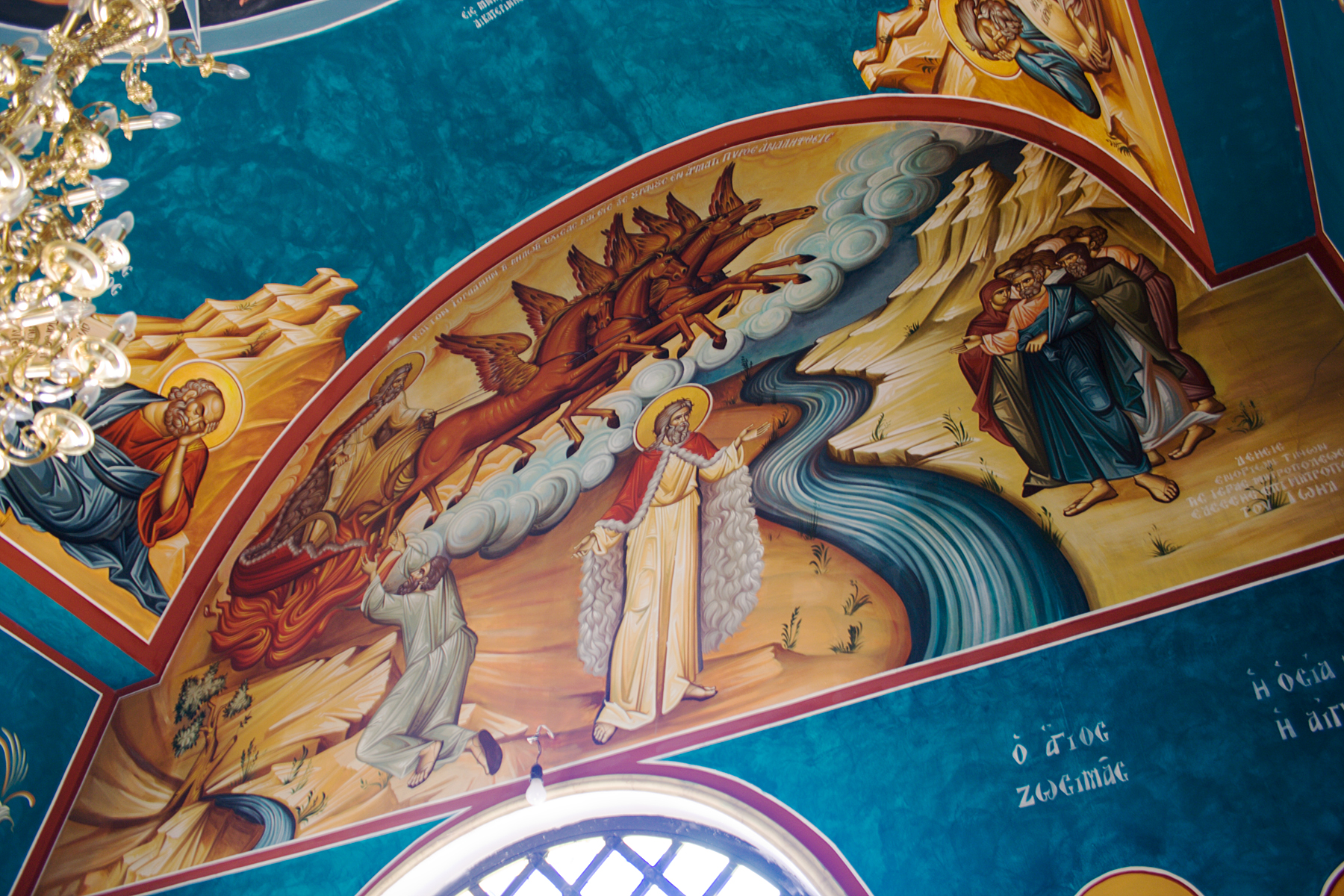
Фреска внутри греческой православной церкви: Огненное восхождение пророка Илии на небо